# Gianluca Persici
Gianluca Persici  (* 11. November 2000) ist ein Schweizer Unihockeyspieler, der beim Nationalliga-A-Verein SV Wiler-Ersigen unter Vertrag steht.

## Karriere

### Verein
Persici stammt aus dem Nachwuchs des TSV Unihockey Deitingen und wechselte später in die Nachwuchsabteilung des SV Wiler-Ersigen. Während der Saison 2018/19 stand er erstmals im Kader der Nationalliga-A-Mannschaft des SV Wiler-Ersigen. In der Saison 2019/20 erzielte er seinen ersten Treffer Assist für die Emmentaler, bevor er in der darauffolgenden Saison seinen ersten Treffer in der höchsten Schweizer Spielklasse erzielen konnte.

### Nationalmannschaft
Zwischen 2017 und 2019 spielte Persici für die Schweizer U19-Unihockeynationalmannschaft und nahm mit ihr an der Weltmeisterschaft in Halifax teil. Dort war er der beste Skorer der Schweizer U19-Nationalmannschaft.